# Parafia św. Jerzego w Goleniowie
Parafia pod wezwaniem św. Jerzego w Goleniowie – parafia należąca do dekanatu Goleniów, archidiecezji szczecińsko-kamieńskiej, metropolii szczecińsko-kamieńskie. Jedna z parafii rzymskokatolickich w Goleniowie. Kościół parafialny pw. św. Jerzego został przebudowany w latach 80. XX wieku na bazie starszego z lat 30. XX wieku. Mieści się przy ulicy Generała Władysława Andersa.

## Proboszczowie
- ks. kan. Bogdan Schmidt (4 marca 1974 – 31 stycznia 2014)[2];
- ks. kan. Wacław Nowak (od 1 lutego 2014)[1].